# Northrop Grumman RQ-5 Hunter
L'RQ-5 Hunter è un aeromobile a pilotaggio remoto che originariamente doveva servire da APR a corto raggio per l'esercito statunitense. Esso può decollare e atterrare sulle piste (usando il cavo di atterraggio). Trasmette immagini in tempo reale attraverso un sensore EO/IR ad un secondo Hunter in volo che usa una rete a Banda-C. L'RQ-5 è basato su APR Hunter sviluppato dalla Israel Aerospace Industries.

## Panoramica operativa
Gli Hunter vennero usati per la prima volta nel 1999 in Kosovo per supportare operazioni NATO. Anche se la produzione venne cancellata nel 1996, sette di otto aerei di bassa produzione vennero acquistati, quattro dei quali rimasero in servizio: uno per l'addestramento e tre per l'esercizio e supporto contingente. Gli Hunter vennero rimpiazzati da dei RQ-7 Shadow.
Una versione armata con le bombe Northrop Grumman GBU-44/B Viper Strike è conosciuto come MQ-5A/B.

## Uso internazionale
Nel 1998 l'aviazione belga comprò tre sistemi APR B-Hunter, ognuno dei quali consisteva in sei droni e due stazioni di controllo a terra.